# Spike Hawkins
Spike Hawkins (1943 – 2017) è stato un poeta britannico.
È stato uno dei protagonisti della scena poetica di Liverpool nel corso degli anni 1960 e gran parte della sua produzione è caratterizzata da opere brevi, moderniste, spiritose in versi liberi.
È noto per i suoi Three Pig Poems,
inclusi nel libro "The Lost Fire-Brigade", pubblicato della casa editrice Fulcrum Press nel 1968. Sue opere sono comparse anche sui periodici Encounter, International Times e The Guardian.
Era amico dello scrittore Johnny Byrne; insieme, realizzarono l'opera surreale "Poisoned Bellows".
Dopo essere stato uno dei protagonisti dell'International Poetry Incarnation del 1965, nel 1969, ha partecipato al Poetry Gala alla Royal Festival Hall.
Continua ad essere attivo, ad esempio ha partecipato al Poetry Olympics presso la Royal Albert Hall nel 2005.